# Бучје (Пакрац)
Бучје је насељено место у саставу града Пакраца, у западној Славонији, Република Хрватска.

## Географија
Бучје се налази источно од Пакраца, на цести према Пожеги.

## Становништво
На попису становништва 2011. године, Бучје је имало само 17 становника.
| Националност       | 1991.        |
| Срби               | 129 (90,84%) |
| Хрвати             | 10 (7,04%)   |
| Југословени        | 0            |
| остали и непознато | 3 (2,11%)    |
| Укупно             | 142          |